# Enicospilus sedlaceki
Enicospilus sedlaceki là một loài tò vò trong họ Ichneumonidae.